# Речной переулок (Сестрорецк)
Речно́й переу́лок — переулок в городе Сестрорецке Курортного района Санкт-Петербурга. Проходит от улицы Максима Горького до набережной реки Сестры.
Название известно с 1898 года. Связано с тем, что переулок ведет к реке Малой Сестре.
Нумерации по Речному переулку нет.